# Daniel Cope
Daniel Cope (* 5. März 2000 im Westmoreland Parish) ist ein jamaikanischer Leichtathlet, der sich auf den Hammerwurf spezialisiert hat.

## Sportliche Laufbahn
Erste internationale Erfahrungen sammelte Daniel Cope bei den CARIFTA Games 2017 in Willemstad, bei denen er mit einer Weite von 18,17 m die Goldmedaille im Kugelstoßen in der U18-Altersklasse gewann und auch im Diskuswurf mit 61,25 m siegte. Anschließend schied er bei den U18-Weltmeisterschaften in Nairobi mit 49,61 m in der Vorrunde mit dem Diskus aus. 2019 zog er in die Vereinigten Staaten und seit 2021 studiert er an der Clemson University. 2023 belegte er bei den Zentralamerika- und Karibikspielen (CAC) in San Salvador mit 64,26 m den sechsten Platz im Hammerwurf.
2022 wurde Cope jamaikanischer Meister im Hammerwurf.

## Persönliche Bestleistungen
- Diskuswurf: 56,56 m, 13. Mai 2021 in Levelland
- Hammerwurf: 64,86 m, 24. Mai 2023 in Jacksonville